# Daisuke Saito (fodboldspiller, født 1980)
 For alternative betydninger, se Daisuke Saito. (Se også artikler, som begynder med Daisuke Saito)
Daisuke Saito (født 29. august 1980) er en japansk fodboldspiller.
Han har spillet for flere forskellige klubber i sin karriere, herunder Kyoto Sanga FC, Vegalta Sendai, Tokushima Vortis og Tochigi SC.